# Wladimir Iwanowitsch Koroljow

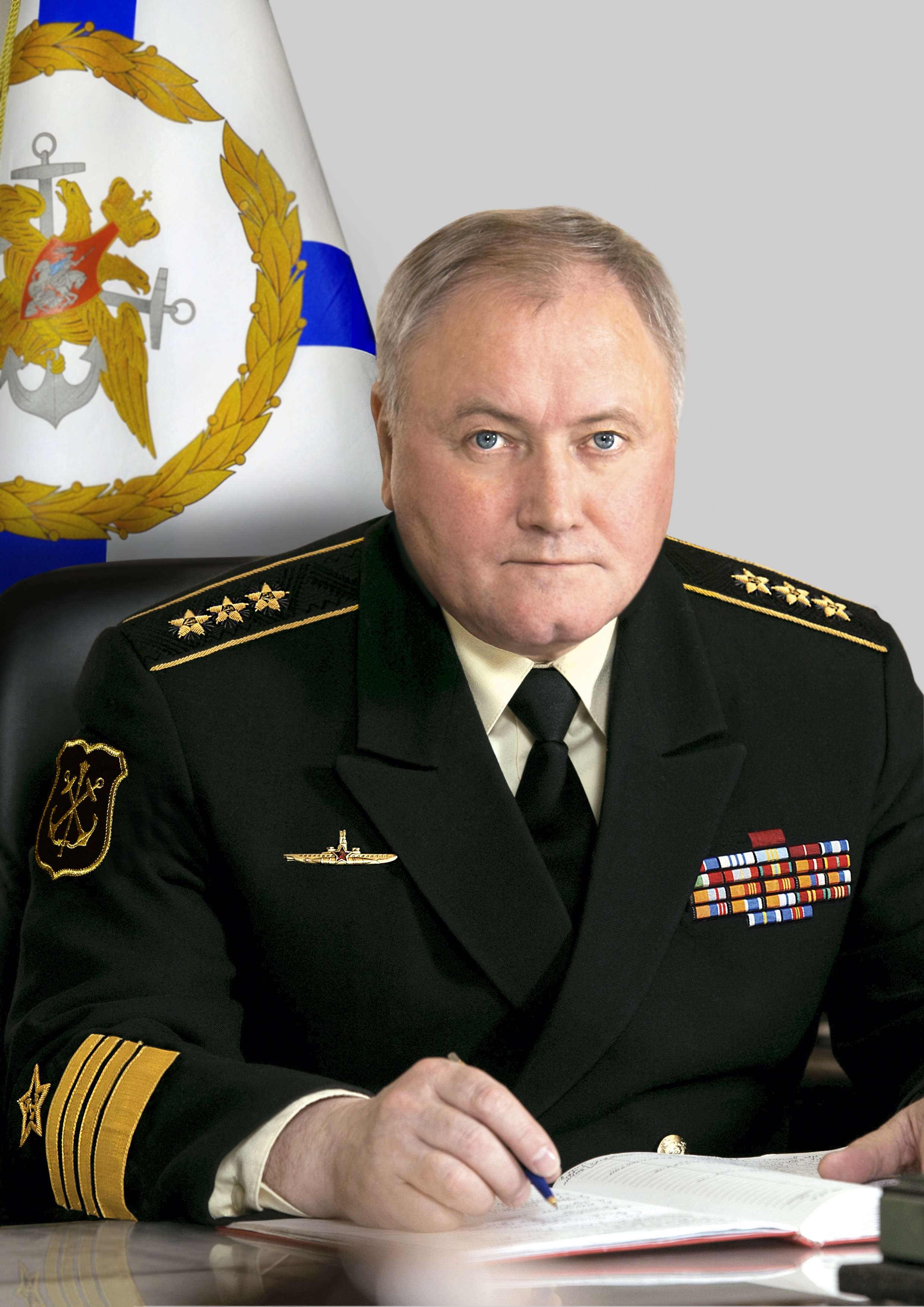
Wladimir Koroljow, 2016

Wladimir Iwanowitsch Koroljow (russisch Владимир Иванович Королёв; * 1. Februar 1955 in Pustynka, Rajon Kaschin, Oblast Kalinin) ist ein russischer Admiral a. D. und war von April 2016 bis Mai 2019 Oberbefehlshaber der Russischen Seekriegsflotte.

## Leben
Koroljow studierte von 1972 bis 1977 an der Seeoffiziershochschule M.W. Frunse und trat nach ihrem erfolgreichen Abschluss seinen Dienst in der Nordflotte der Sowjetischen Seekriegsflotte an.
Er übernahm auf Atom-U-Booten die Pflichten des Gefechtsabschnittskommandeurs für Navigation (GA-1) von K-467, des Ersten Offiziers von K-488 und des Kommandanten von K-387. 1987 absolvierte er erfolgreich höhere Offizierslehrgänge der Seekriegsflotte und 1995 die Seekriegsakademie N. G. Kusnezow. Von Dezember 1993 bis April 1996 war er stellvertretender Kommandeur der 24. U-Bootdivision, Abteilungsleiter und von April 1996 bis August 2000 diente er in der Operativen Stabsführung für U-Bootabwehr der Nordflotte. Er wurde später Kommandeur der 24. U-Bootdivision, Kommandeur der Basis und von 2002 bis 2007 Kommandeur des 12. U-Bootgeschwaders. Koroljows Beförderung zum Vizeadmiral erfolgte am 15. Dezember 2006. Von November 2007 bis August 2009 arbeitete er als stellvertretender Kommandeur der Nordflotte und im Anschluss bis Juli 2010 als deren Stabschef. Er nahm an 18 „Großen Fahrten“ auf Atom-U-Booten und Überwasserschiffen teil.
Am 2. Juli 2010 wurde er von Präsident Medwedew zum Kommandeur der Schwarzmeerflotte und am 23. Juni 2011 zum Kommandeur der Nordflotte ernannt. Erlass Nr. 151 vom 20. Februar 2013 erwirkte seine Beförderung zum Admiral.
Im Dezember 2014 unterstand er als Leiter des Vereinigten strategischen Kommandos der Nordflotte direkt dem Verteidigungsminister. Das Kommando wird vom Kola-Verband der Luftverteidigung, Motorschützen- sowie arktischen Brigaden und Fliegerkräften verstärkt. Unter seiner direkten Führung wurde 2015 die militärische Infrastruktur der Nordflotte in der Arktis geschaffen.
Im April 2016 wurde er von Präsident Putin als Oberkommandierender der Russischen Seestreitkräfte eingesetzt. Seit seiner Entlassung in den Ruhestand am 3. Mai 2019 arbeitet er für den Vereinigten Schiffbaukonzern als Stellvertreter des Konzernchefs und leitet den Bau von Schiffen für die Seekriegsflotte.
Koroljow ist Mitglied des Präsidiums der staatlichen Kommission zur Entwicklung der Arktis.

## Auszeichnungen
- Orden „Für Verdienste zur See“ (2014)
- Verdienstorden für das Vaterland 4. Klasse (2009)
- Militärischer Verdienstorden (1996)
- Orden „Für den Dienst am Vaterland in den Streitkräften der UdSSR“ 3. Klasse (1989)
- Verdienter Polarforscher (2015)
- weitere Medaillen